# 로저 미클로시
로저 미클로시(헝가리어: Rózsa Miklós, [ˈmikloːʃ ˈroːʒɒ], 1907년 4월 18일 ~ 1995년 7월 27일)는 헝가리 태생의 작곡가 및 지휘자로, 여러 영화 음악으로 알려져 있다. 그는 에리히 볼프강 코른골트, 버나드 허먼, 알프레드 뉴먼, 막스 슈타이너, 프란츠 왁스만과 함께 '영화 음악의 창시자'로 여겨지기도 한다.
로자는 황금시대 할리우드에서 활동하는 가장 존경받는 유명한 작곡가에 속했다. 그는 또한 모든 시대를 통해 가장 위대한 영화 음악 작곡가들 중 하나로 꼽히기도 한다. 그는 50년이 넘는 활동 기간 동안, 100곡에 가까운 영화의 음악을 작곡하였고, 그 중에는 런던 필름 시절 동양 판타지를 그린 영화 《바그다드의 도둑》(1940년), 《정글북》(1941), 필름느와르 또는 서스펜스 영화들인《이중배상》(1944년), 《잃어버린 주말》(1945년),《스펠바운드(망각의 여로)》(1945년), 《이중인생》(1948년), 서사극이 주가 되는 MGM 시절 영화들인《마담 보바리》(1949),《쿼바디스》(1951년), 《아이반호》(1952년), 《원탁의 기사》(1953), 《줄리어스 시저》(1953년), 《불꽃의 사람 고흐(Lust For Life)》(1957), 《사랑할 때와 죽을 때》(1958. UA 작품임), 《벤허》(1959년), 《왕중왕》(1961년), 《엘 시드》(1961년), 《소돔과 고모라》(1962), 바이올린 협주곡을 사용한《셜록 홈즈의 사생활》(1970년), 세자르 음악상에 빛나는《프로비던스》(1976년), 마이어의 감독 데뷰작《미래의 추적자(Time After Time)》(1979년), 스파이 스릴러인 《바늘구멍》(1981) 등이 있다. 로자는 오스카 상 역사상 가장 많이 지명된 작곡가 중 한 사람이고, 3번 수상하였다. 그의 영화음악은 순수음악과 다르지 않게 형식과 내용의 균형이나 밀도가 높아 최근에도 계속 새로 연주, 녹음되고 있다.
닉 레인(Nic Raine)이 지휘한 프라하 시 필하모닉 오케스트라가 연주한 <엘시드>, <셜록 홈즈의 사생활>, <쿼바디스>의 전곡 음반, 알란 윌슨이 슬로박 라디오 심포니 오케스트라를 지휘한 <스펠바운드>, 같은 지휘자가 로열 스카티시 내셔널 오케스트라를 지휘한 <붉은집>(The Red House)의 전곡 음반 등이 큰 호평을 받았다.
로자는 순수음악 분야에서도 뛰어난 실력을 발휘하여 영화음악과 함께 성공적인 '이중인생'(자서전 제목이 Double Life))을 살았다. 특히 극적 표현력과 짙은 낭만적 정취, 고도의 형식적 완성도를 겸비한 경이로운 걸작 협주곡들을 특필할만하다. 야샤 하이페츠를 위하여 바이올린 협주곡, 하이페츠와 피아티고르스키를 위하여 이중협주곡인 신포니아 콘체르탄테, 야노스 슈타커를 위하여 첼로 협주곡, 레너드 페나리오를 위하여 피아노 협주곡, 핑커스 주커만을 위하여 비올라 협주곡 등을 작곡하였다. '연주회용 서곡', 트리파르티타, 3악장의 교향곡, <포도주 상인의 딸>(The Vintner's Daughter), 헝가리안 세레나데, 현악 협주곡, 내레이터와 관현악을 위한 <정글북> 모음곡(같은 제목의 영화음악으로 구성한 작품) 등도 뛰어난 관현악곡들이다. 로자는 작곡 초기부터 실내악 분야에서도 좋은 작품을 많이 남겼다. 헝가리 농민요의 색채가 생생히 펼쳐지는 현악3중주, 피아노 4중주, 바이올린과 피아노를 위한 듀오, 첼로와 피아노를 위한 듀오, 2대의 바이올린을 위한 소나타 등 초기 실내악 작품은 선율의 아름다움이 두드러진다. 두 개의 현악4중주는 높은 음악적 밀도 속에 긴장감 넘치는 전개가 매력적인 걸작들이다. 바르토크의 세계를 연상하게 하는 3개 악장의 피아노 소나타도 걸작이다. 바이올린 솔로 소나타, 클라리넷 소나티나, 플루트 소나타, 기타 소나타. 비올라 독주를 위한 서주와 알레그로 등도 연주자와 청중 모두를 즐겁게 할만한 명곡들이다.
그의 순수음악은 신고전주의와 헝가리 농민요에 뿌리를 둔 악상(다만 민요를 인용하지 않고 창작주제를 사용하는 것이 특징이다), 그리고 낭만주의가 결합된 완성도 높은 작품들이어서 최근 들어 자주 연주, 녹음되고 있다. 특히 영국의 샨도스(CHANDOS) 레이블에서 루몬 감바가 지휘하는 BBC필하모닉 오케스트라의 연주로 현재 3집까지 진행 중인 관현악곡 시리즈가 탁월한 성취를 보이고 있다. 염가 레이블인 낙소스에서도 로자 시리즈를 진행 중이다.